# Mandina Bolong

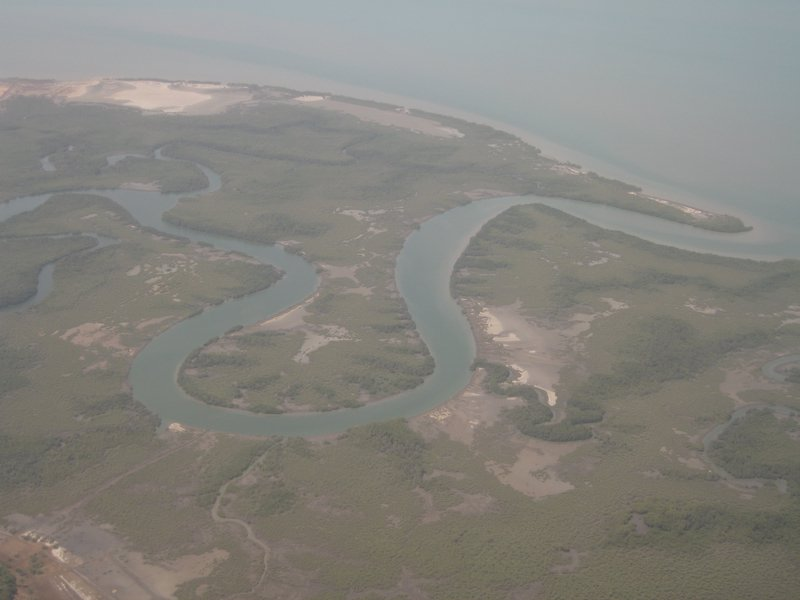
Die Mündung des Mandina Bolong in den Gambia

Der Mandina Bolong ist ein linker Nebenarm des Ästuars das westafrikanischen Gambia-Flusses.

## Geographie
Der ungefähr 8,5 Kilometer lange Bolong reicht bis in der Nähe des Banjul International Airport, rund sechseinhalb Kilometer von Brikama entfernt. Mit einer ungefähr 220 Meter Breite mündet er beim Mandina Point in den Gambia. Dort befindet sich ein Mangrovenwald.
Der 500 Hektar große Makasutu Culture Forest befindet sich an diesem Gewässer.
Der Zusatz Bolong, den viele Nebenflüsse des Gambias haben, bedeutet in der Sprache der Mandinka „bewegliches Wasser“ oder „Nebenfluss“.